# 김웅 (정치인)
김웅(金雄, 1970년 5월 5일~)은 대한민국의 법조인, 정치인이다. 제21대 국회의원이다.

## 학력
- 승주국민학교 졸업
- 순천승주중학교 졸업
- 순천고등학교 졸업
- 서울대학교 사회과학대학 정치학 학사

## 경력

### 약력
- 1997년 제39회 사법시험 합격
- 2000년 제29기 사법연수원
- 2000년 인천지방검찰청 검사
- 2002년 경상남도 창원지방검찰청 진주지청 검사
- 2004년 서울중앙지방검찰청 검사
- 2006년 대한민국 법무부 법무심의관실 특별파견검사
- 2008년 광주지방검찰청 순천지청 검사
- 2011년 2월 대한민국 교육과학기술부 특별파견검사
- 2013년 2월~2013년 4월 광주지방검찰청 순천지청 차장검사
- 2013년 4월 서울남부지방검찰청 부부장검사
- 2014년 1월 서울중앙지방검찰청 부부장검사
- 2015년 2월 광주지방검찰청 전라남도 해남지청장
- 2016년 1월 법무연수원 경기도 용인분원 대외연수과 과장
- 2017년 8월 인천지방검찰청 공안부 부장검사
- 2018년 7월 대한민국 대검찰청 검찰연구관 겸 미래기획형사정책단장
- 2019년 8월 법무연수원 교수
- 새로운보수당 법치바로세우기 특별위원장
- 2020년 1월 새로운보수당 당무위원
- 2020년 2월 미래통합당 당무위원
- 2020년 3월 미래통합당 2020 총선 공약개발단 정책위원
- 2020년 6월 미래통합당 서울특별시당 송파구 갑 당원협의회 위원장
- 2020년 6월 미래통합당 정강정책개정특별위원회 국민과의 동행 분과위원회 위원
- 2020년 7월 미래통합당 사모펀드 비리방지 및 피해구제 특별위원회 위원
- 2020년 9월 국민의힘 호남 동행 국회의원 발대식 명예의원(전라남도 순천시)
- 2020년 9월 국민의힘 서울특별시당 송파구 갑 당원협의회 위원장
- 2020년 9윌 국민의힘 국민통합위원회 위원
- 2020년 10월 국민의힘 정책위원회 정부정책 감시 특별위원회 위원
- 2020년 10월 국민의힘 수해대책특별위원회 위원
- 2020년 10월 국민의힘 라임옵티머스 권력비리게이트 특별위원회 위원
- 국민의힘 서울시당 법률자문위원회 위원장
- 2020년 12월 국민의힘 노동혁신특별위원회 위원
- 2020년 12월 국민의힘 4.7 재보궐선거 공약개발단 공통공약 개발단 공정경쟁팀 위원
- 2021년 2월 국민의힘 탈원전 북원전 진상조사특별위원회 위원
- 2021년 3월 국민의힘 4·7재보궐선거 서울시장 보궐선거 선거대책위원회 홍보본부장
- 2021년 8월 국민의힘 유승민 제20대 대통령 선거 예비후보 희망22 대변인
- 2022년 5월 국민의힘 6·1지방선거 시민이 힘나는 선거대책위원회 공명선거본부장
- 국민의힘 서울시당 수석부위원장
- 2024년 6월 ~ 법무법인 남당 변호사

### 의정 활동
- 2020년 5월 30일~2024년 5월 29일: 제21대 국회의원(서울 송파구 갑, 미래통합당→국민의힘, 초선)
  - 2020.06~2024.05: 국민미래포럼 구성의원
  - 2020.07~2022.05: 제21대 국회 전반기 환경노동위원회 위원
  - 제21대 국회 전반기 환경노동위원회 환경법안심사소위원회 위원
  - 제21대 국회 전반기 환경노동위원회 고용노동법안심사소위원회 위원
  - 제21대 국회 전반기 환경노동위원회 예산결산기금심사소위원회 위원
  - 2022.07~2024.05: 제21대 국회 후반기 행정안전위원회 위원
    - 제21대 국회 후반기 행정안전위원회 법안심사 제2소위원회 위원
    - 제21대 국회 후반기 행정안전위원회 예산·결산기금소위원회 위원

  - 중소기업과 골목상권을 현장에서 살피는 정책 전문가 포럼 구성의원
  - 2023.06~2024.05: 제21대 국회 후반기 예산결산특별위원회 위원
  - 2023.10~2023.11: 제21대 국회 헌법재판소장(이종석) 임명동의에 관한 인사청문특별위원회 위원

## 저서

### 수필
- 《검사내전》

## 역대 선거 결과
| 실시년도 | 선거   | 대수 | 직책     | 선거구         | 정당       | 득표수   | 득표율          | 순위 | 당락 | 비고 |
| -------- | ------ | ---- | -------- | -------------- | ---------- | -------- | --------------- | ---- | ---- | ---- |
| 2020년   | 총선   | 21대 | 국회의원 | 서울 송파구 갑 | 미래통합당 | 58,318표 | \| \| 51.20% \| | 1위  |      | 초선 |
|          | 51.20% |      |          |                |            |          |                 |      |      |      |

## 소속 정당
| 소속 정당 | 소속 정당    | 소속 기간 | 비고      |
| --------- | ------------ | --------- | --------- |
|           | 새로운보수당 | 2020      | 정계 입문 |
|           | 미래통합당   | 2020      | 합당      |
|           | 국민의힘     | 2020~현재 | 당명 변경 |

## 같이 보기
- 서울 송파구의 국회의원
- 송파구 갑